# Sątyrz Pierwszy
Styrz Pierwszy [ˈsɔntɨʂ ˈpjɛrfʂɨ] là một ngôi làng thuộc khu hành chính của Gmina Chociwel, thuộc hạt Stargard, West Pomeranian Voivodeship, ở phía tây bắc Ba Lan. Nó nằm khoảng 8 kilômét (5 mi) phía đông Chociwel, 32 km (20 mi) về phía đông bắc của Stargard và 58 km (36 mi) về phía đông của thủ đô khu vực Szczecin.
Trước năm 1945, khu vực này là một phần của Đức. Đối với lịch sử của khu vực, xem Lịch sử của Pomerania.
Làng có dân số 27 người.
1. ↑  "Central Statistical Office (GUS) - TERYT (National Register of Territorial Land Apportionment Journal)" (bằng tiếng Ba Lan). ngày 1 tháng 6 năm 2008.